# قرار مجلس الأمن التابع للأمم المتحدة رقم 76
اعتُمد 'قرار مجلس الأمن التابع للأمم المتحدة رقم 76 في 5 أكتوبر 1949، بعد تلقّي برقية من اللجنة القنصلية في باتافيا إلى رئيس مجلس الأمن يطلب فيها أن تتحمل الأمم المتحدة التكاليف المستقبلية للمراقبين العسكريين في إندونيسيا، وقد أحال المجلس الرسالة إلى الأمين العام.
اعتمد القرار بأغلبية تسعة أصوات مقابل صوت واحد (أوكرانيا) وامتناع عضو واحد الاتحاد السوفياتي.